# Andrzej Glass
Andrzej Glass (ur. 9 października 1930) – polski historyk lotnictwa, konstruktor lotniczy, dr inżynier, pilot szybowcowy, harcmistrz. Członek Naczelnictwa ZHR w kadencji 2006–2008. 

## Życiorys

### Kariera zawodowa
Syn Henryka Glassa i Feliksy Grabskiej. Do wybuchu II wojny światowej mieszkał w Warszawie. Po jej wybuchu wyjechał z matką na południe Polski, mieszkał w majątku Niwki koło Dąbrowy Tarnowskiej, w Poroninie oraz w Nowym Sączu.
W 1946 roku powrócił do Warszawy, zamieszkał u swego dziadka prof. Stanisława Grabskiego przy ul. Belwederskiej. W 1948 roku przeprowadził się do domu dziadka w Sulejówku.
W latach 1947–1949 kierował działalnością koła Ligi Lotniczej w Państwowym Gimnazjum i Liceum im. Stefana Batorego w Warszawie, gdzie w 1949 roku zdał egzamin maturalny i rozpoczął studia na Wydziale Mechanicznym Politechniki Warszawskiej.
W 1954 roku uzyskał dyplom inżyniera, następnie przeniósł się na Wydział Lotniczy Politechniki Warszawskiej i w 1959 roku uzyskał dyplom magistra.
W latach 1955–1958 pracował jako instruktor w modelarni lotniczej w Pałacu Kultury i Nauki.
Od 1960 do 1965 roku był zatrudniony w PZL Okęcie jako konstruktor przy projekcie samolotu PZL-104 Wilga w zespole kierowanym przez mgr inż. Bronisława Żurakowskiego. Pracował również w zespołach konstrukcyjnych projektujących samolot MD-12F oraz samolot pionowego startu PS-3.
W okresie 1965–1972 pracował jako adiunkt w Instytucie Lotnictwa w Warszawie, w 1972 roku został kierownikiem Branżowego Ośrodka Informacji Technicznej i Ekonomicznej. W latach 1979–1992 kierował Zespołem Historii Polskiej Techniki Lotniczej w Instytucie Historii Nauki i Techniki Polskiej Akademii Nauk. W latach 1975–1986 zajmował stanowisko Przewodniczącego Lotniczej Komisji Historycznej Klubu Seniorów Lotnictwa, był też jednym z współzałożycieli Polskiego Towarzystwa Historii Techniki. Od 1980 do 1981 roku był przewodniczącym koła NSZZ „Solidarność” w Instytucie Historii Nauki i Techniki PAN.
Od 1968 do 1990 roku był członkiem władz Stowarzyszenia Inżynierów i Techników Mechaników Polskich. W 1981 roku został  prezesem Klubu Miłośników Historii Polskiej Techniki Lotniczej przy Narodowym Muzeum Techniki w Warszawie. W 1983 roku był jednym z współzałożycieli Polskiego Towarzystwa Historii Techniki. W latach 1978–2008 był członkiem Rady Muzeum Lotnictwa Polskiego w Krakowie, od 1981 r. prezesem Klubu Miłośników Historii Polskiej Techniki Lotniczej przy Muzeum Techniki w Warszawie, od 1994 do 2004 zasiadał w Krajowej Radzie Lotnictwa. W 2012 roku obronił pracę doktorską pt. „Rozwój techniczny szybowców na świecie” w Instytucie Historii Nauki PAN.
Od 1948 roku publikował artykuły w czasopismach o tematyce lotniczej i harcerskiej, łącznie opublikował ok. 1500 artykułów. Ponadto jest autorem ok. 50. książek dotyczących tematyki historii polskiego lotnictwa, 25. z zakresu techniki lotniczej, szkolenia lotniczego i popularyzacji lotnictwa, oraz ok. 20. o wychowaniu harcerskim. Od 1972 do 1989 roku był redaktorem naczelnym miesięcznika „Technika lotnicza i astronautyka”.
W 1992 roku przeszedł na emeryturę.
Jest autorem autobiografii pt. „Całe życie pod wiatr” wydanej w 2017 roku.

### Harcerstwo
Do harcerstwa wstąpił w 1943 roku, zostając członkiem konspiracyjnej 1 Drużyny Harcerstwa Polskiego w Nowym Sączu. Po wyzwoleniu należał do 2 Drużyny Harcerzy również w Nowym Sączu. Po przeprowadzce w 1946 roku do Warszawy wstąpił do 23 Warszawskiej Drużyny Harcerskiej.
W latach 1947–1949 był referentem lotniczym Komendy Warszawskiej Chorągwi Harcerzy oraz założył Harcerski Klub Lotniczy.
W 1957 roku otrzymał stopień podharcmistrza. W latach 1957–1959 prowadził Referat Lotniczy Stołecznej Komendy Chorągwi ZHP oraz harcerskie kursy lotnicze: drużynowych, instruktorów modelarstwa oraz szybowcowe. Następnie, w latach 1959–1961 był szefem Kierownictwa Drużyn Lotniczych GK ZHP. W 1960 roku otrzymał stopień harcmistrza. Powrócił do czynnej pracy harcerskiej w 1980 roku. Twórca systemu harcerskiego wychowania lotniczego. Był przewodniczącym Rady Wychowania Lotniczego ZHP w latach 1981–1995.
W 1996 roku przeszedł do ZHR. Od 2005 do 2014 roku prowadził Kuźnicę Myśli Harcerskiej. W latach 2006–2008 był członkiem Naczelnictwa Związku Harcerstwa Rzeczypospolitej oraz był przewodniczącym Kapituły Stopnia Harcerza Rzeczypospolitej w Mazowieckiej Chorągwi Harcerzy ZHR.

### Sport lotniczy
Był wyszkolonym pilotem szybowcowym, latał w latach 1946–1947 dostępnymi wówczas szybowcami – m.in. IS-A Salamandra, IS-B Komar, IS-2 Mucha. W 1947 r. uzyskał kategorię C pilota szybowcowego po odbyciu przeszkolenia w Jeżowie, Kobylnicy i Tęgoborzu.

### Życie prywatne
W 1962 roku ożenił się z Marią Różycką-Kołodziejczyk (zm. 1976), z którą ma syna Wojciecha (ur. 1963). W 1976 roku ożenił się z Teresą Różycką.

## Odznaczenia i wyróżnienia
- Krzyż Kawalerski Orderu Odrodzenia Polski – 2008[6]
- Srebrny Krzyż Zasługi – 1977
- Medal Komisji Edukacji Narodowej – 1979
- Krzyż „Za Zasługi dla ZHP” – 1985
- Złoty Krzyż „Za Zasługi dla ZHP” – 1993
- Krzyż Honorowy ZHR Semper Fidelis – 2011
- Złoty Medal „Opiekun Miejsc Pamięci Narodowej” – 1994
- Medal Skrzydła Puławskiego SIMP – 2008
- Złoty Medal Aeroklubu Polskiego – 2015
- Odznaka honorowa „Zasłużony dla Kultury Polskiej” – 2013
- Ozdznaka Zasłużony dla Lotnictwa Sportowego – 1984
- Odznaka honorowa z diamentami Zasłużony dla PLL LOT – 1984
- Złota Odznaka Honorowa SIMP – 1975
- Złota Odznaka Honorowa SITK – 1979
- Złota Odznaka Honorowa NOT – 1987
- Medal „Pro Patria” – 2018[7]
- Magnum Trophaeum – 1977
- wyróżnienie Błękitne Skrzydła (1976) za książkę pt. Polskie konstrukcje lotnicze 1893-1939[8]
- wyróżnienie Błękitne Skrzydła (1984) za całokształt działalności[9]
- wyróżnienie Błękitne Skrzydła (2018)[10]
- Złota Lotka – 2009